# Okres Bludenz
Okres Bludenz (německy Bezirk Bludenz) je jedním ze čtyř správních okresů v rakouské spolkové zemi Vorarlbersko. Jeho okresní hejtmanství se nachází ve městě Bludenz.
Okres má rozlohu 1 287,64 km² a žije zde 64 666 obyvatel (k 1. 1. 2022). Jedná se o rozlohou největší vorarlberský okres. Na jeho území se také nachází většina nejvyšších hor Vorarlberska včetně nejvyšší hory Piz Buin (3312 m n. m.).

## Správa
Okres Bludenz se rozkládá na ploše 1 287,64 km² a zabírá celou jižní polovinu (49,4 %) Vorarlberska. Tvoří ho 29 obcí (v tom jedno město – Bludenz a dva městysy – Nenzing a Schruns).

## Města a obce

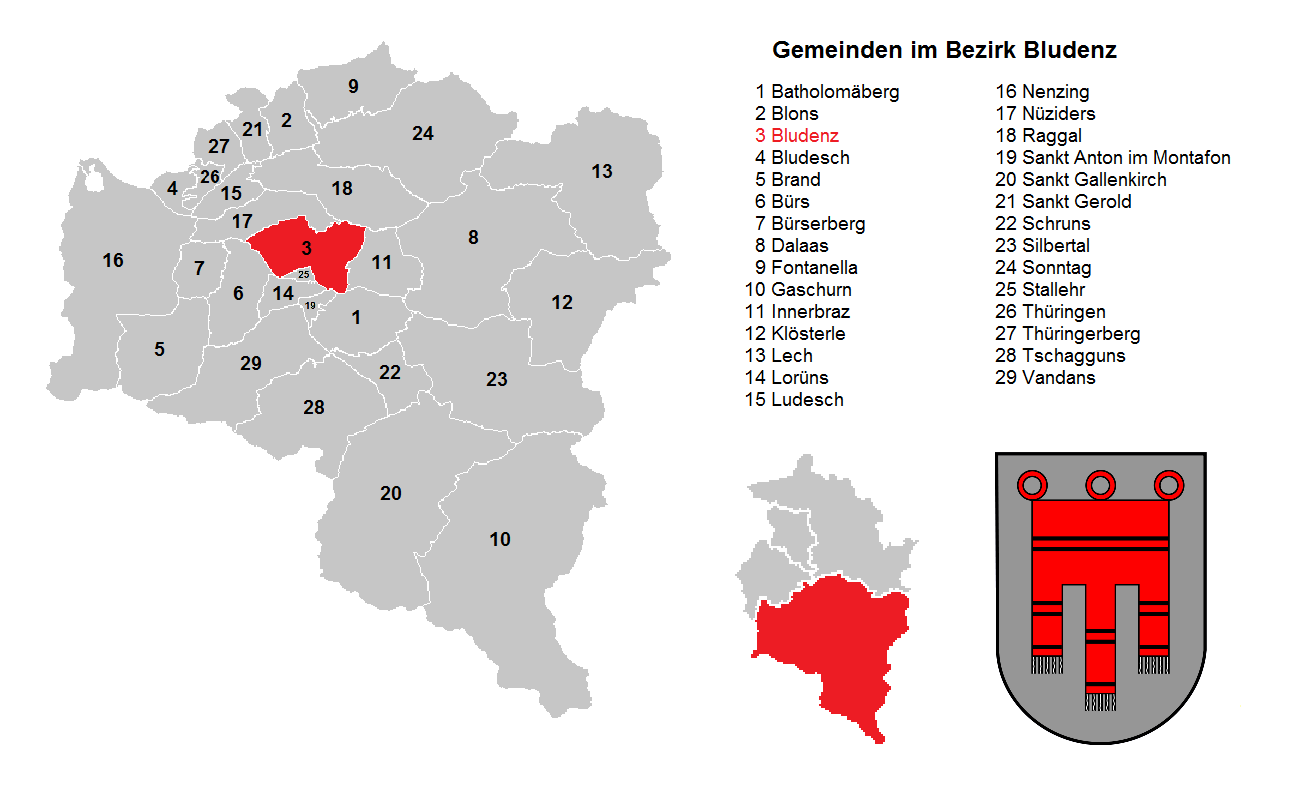
Obce v okrese Bludenz (okresní město Bludenz je vyznačeno červeně)

Údaje o populaci jsou platné k 1. lednu 2022.
| Obec                    | Poloha | Počet obyv. | km²    | Obyv./ km² | Soudní okres | Oblast            | Typ obce | Foto |
| ----------------------- | ------ | ----------- | ------ | ---------- | ------------ | ----------------- | -------- | ---- |
| Bartholomäberg          |        | 2357        | 27,30  | 86         | Bludenz      | Montafon          | Obec     |      |
| Blons                   |        | 339         | 14,87  | 23         | Bludenz      | Großes Walsertal  | Obec     |      |
| Bludenz                 |        | 14951       | 29,92  | 500        | Bludenz      | Walgau            | Město    |      |
| Bludesch                |        | 2541        | 7,59   | 335        | Bludenz      | Walgau            | Obec     |      |
| Brand                   |        | 770         | 40,28  | 19         | Bludenz      | Brandnertal       | Obec     |      |
| Bürs                    |        | 3362        | 24,65  | 136        | Bludenz      | Walgau            | Obec     |      |
| Bürserberg              |        | 560         | 13,73  | 41         | Bludenz      | Brandnertal       | Obec     |      |
| Dalaas                  |        | 1660        | 94,30  | 18         | Bludenz      | Klostertal        | Obec     |      |
| Fontanella              |        | 460         | 31,24  | 15         | Bludenz      | Großes Walsertal  | Obec     |      |
| Gaschurn                |        | 1462        | 176,78 | 8,3        | Bludenz      | Montafon          | Obec     |      |
| Innerbraz               |        | 1027        | 19,97  | 51         | Bludenz      | Klostertal        | Obec     |      |
| Klösterle               |        | 659         | 62,31  | 11         | Bludenz      | Klostertal        | Obec     |      |
| Lech                    |        | 1603        | 90,03  | 18         | Bludenz      | Arlberský průsmyk | Obec     |      |
| Lorüns                  |        | 302         | 8,36   | 36         | Bludenz      | Montafon          | Obec     |      |
| Ludesch                 |        | 3645        | 11,26  | 324        | Bludenz      | Walgau            | Obec     |      |
| Nenzing                 |        | 6225        | 110,35 | 56         | Bludenz      | Walgau            | Městys   |      |
| Nüziders                |        | 4939        | 22,10  | 224        | Bludenz      | Walgau            | Obec     |      |
| Raggal                  |        | 882         | 41,69  | 21         | Bludenz      | Großes Walsertal  | Obec     |      |
| Sankt Anton im Montafon |        | 689         | 3,42   | 201        | Bludenz      | Montafon          | Obec     |      |
| Sankt Gallenkirch       |        | 2206        | 127,86 | 17         | Bludenz      | Montafon          | Obec     |      |
| Sankt Gerold            |        | 403         | 12,58  | 32         | Bludenz      | Großes Walsertal  | Obec     |      |
| Schruns                 |        | 3976        | 18,06  | 220        | Bludenz      | Montafon          | Městys   |      |
| Silbertal               |        | 848         | 88,60  | 9,6        | Bludenz      | Montafon          | Obec     |      |
| Sonntag                 |        | 635         | 81,59  | 7,8        | Bludenz      | Großes Walsertal  | Obec     |      |
| Stallehr                |        | 271         | 1,64   | 165        | Bludenz      | Montafon          | Obec     |      |
| Thüringen               |        | 2275        | 5,67   | 401        | Bludenz      | Walgau            | Obec     |      |
| Thüringerberg           |        | 717         | 10,40  | 69         | Bludenz      | Großes Walsertal  | Obec     |      |
| Tschagguns              |        | 2158        | 57,65  | 37         | Bludenz      | Montafon          | Obec     |      |
| Vandans                 |        | 2744        | 53,44  | 51         | Bludenz      | Montafon          | Obec     |      |